# Europe (album)
Europe je debutové studiové album švédské hard rockové skupiny Europe. Bylo vydáno 24. února 1983.

## Seznam skladeb
1. „In the Future to Come“ (Joey Tempest) – 5:00
2. „Farewell“ (Tempest) – 4:16
3. „Seven Doors Hotel“ (Tempest) – 5:16
4. „The King Will Return“ (Tempest) – 5:35
5. „Boyazont“ [instrumental] (John Norum, Eddie Meduza) – 2:32
6. „Children of This Time“ (Tempest) – 4:55
7. „Words of Wisdom“ (Tempest) – 4:05
8. „Paradize Bay“ (Tempest) – 3:53
9. „Memories“ (Tempest) – 4:32